# Surinam na Olimpijskim igrama
Surinam je prvi put sudjelovao na Olimpijskim igrama kao neovisna država 1960. godine i od tada su nastupali na većini igrara. Propustili su OI 1964., a sudjelovali su i u američkom bojkotu za OI 1980. godine. Nisu nastupili ni na jednim Zimskim olimpijskim igrama.

## Medalje
| Medalja | Ime           | Igre            | Sport    | Disciplina   |
| ------- | ------------- | --------------- | -------- | ------------ |
| zlato   | Anthony Nesty | Seul 1988.      | plivanje | 100 m leptir |
| bronca  | Anthony Nesty | Barcelona 1992. | plivanje | 100 m leptir |

## Vanjske poveznice
- Međunarodni olimpijski odbor - Surinam